# Franja d'Aouzou

Franja de Aouzou (en vermell)

La franja d'Aouzou (àrab: قطاع أوزو, qiṭāʿ Awzū; francès: bande d'Aozou) és una estreta extensió trapezoïdal de territori que va ser objecte de litigi entre Txad (a la part septentrional del qual es troba) i Líbia (frontera meridional). La major part de la cartografia existent i els reconeixements internacionals consideren que la sobirania actual correspon a Txad. El territori s'estén uns 100 quilòmetres dins del Txad, en la prefectura de Borku-Ennedi-Tibesti.
La partió i possessió d'aquest territori és problemàtic ja des de les primeres dècades del segle xx quan la colònia italiana a Tripolitania, existent des de 1912 sembla que va rebre després de la Primera Guerra Mundial la cessió de territoris controlats per França en el llavors anomenat territori militar del Txad. Així, les reclamacions líbies estan basades en un tractat de l'època colonial no ratificat de 1935 entre França (que dominava l'actual territori Txadià) i Itàlia (ocupant de l'ara territori libi).
Des del punt de vista txadià, la frontera estava basada en un tractat de 1955 entre França i Líbia, que al seu torn provenia d'un altre tractat de 1899 entre Gran Bretanya i França sobre «esferes d'influència» colonials.
La disputa per la possessió de Aouzou entre Líbia i Txad a causa dels seus potencials dipòsits d'urani va provocar l'enfrontament bèl·lic entre tots dos països el 1973, quan Líbia va enviar el seu exèrcit a la franja de Aouzou per accedir als minerals, i de pas usar-la com a base d'influència en la política txadiana. El 1976, Líbia es va annexionar oficialment la franja.
Amb ajuda de tropes especials franceses l'exèrcit txadià va expulsar a les forces líbies de la franja de Aouzou el 1987 durant l'anomenada Guerra dels Toyota. Un alto-el-foc entre tots dos països va durar fins a 1988, seguit de negociacions sense èxit durant diversos anys sobre la sobirania. En 1994, la Cort Internacional de Justícia va concedir al Txad la sobirania sobre la franja.